# Anthony Mwamba
Pour les articles homonymes, voir Mwamba.
Anthony Mwamba était un boxeur zambien né le 8 août 1960 et mort le 21 janvier 2021. Il a participé à l'épreuve masculine des poids welters aux Jeux olympiques d'été de 1988.

## Performances
Anthony Mwamba a remporté une médaille de bronze chez les poids welters (67 kg) aux Jeux du Commonwealth de 1990. Il est mort de la COVID-19 lors de la pandémie en Zambie.